# Compsanthias ventralis
O anthias-de-barbatana-longa (Compsanthias ventralis, antigamente conhecido como Pseudanthias ventralis), é uma espécie de anthias nativo do Oceano Pacífico. Esse peixe tem o costume de próximo de penhascos submarinos, suas cores chamativas o ajuda a se camuflar entres os corais para se esconder de predadores. Por ser um peixe colorido, é muito comum de ser capturado para ser mantido como peixe ornamental em aquários.
Essa espécie é nativa do Oceano Pacífico, podendo ser encontrado ao longo da Grande Barreira de Coral, Austrália para a Micronésia e Ogasawara, além de também ser encontrado nas Ilhas Cook e Pitcairn.